# Polysphaeria hirta
Polysphaeria hirta är en måreväxtart som beskrevs av Bernard Verdcourt. Polysphaeria hirta ingår i släktet Polysphaeria och familjen måreväxter.
Artens utbredningsområde är Madagaskar. Inga underarter finns listade i Catalogue of Life.